# Établissement public territorial Paris Terres d'Envol
L'établissement public territorial Paris Terres d'envol est une structure intercommunale française, créée le 1er janvier 2016 dans le cadre de la mise en place de la métropole du Grand Paris et située dans le département de la Seine-Saint-Denis en région Île-de-France.
L'établissement rassemble les communes qui étaient regroupées dans l'ex-communauté d'agglomération de l'aéroport du Bourget et dans l'ex-communauté d'agglomération Terres de France, ainsi que deux communes qui n'étaient pas membres d'un EPCI à fiscalité propre, mais faisaient néanmoins partie d'un syndicat mixte, le SEAPFA.

## Historique
Dans le cadre de la mise en place de la métropole du Grand Paris, la loi portant nouvelle organisation territoriale de la République du 7 août 2015 (Loi NOTRe) prévoit la création d'établissements publics territoriaux (EPT), qui regroupent l'ensemble des communes de la métropole à l'exception de Paris, et assurent des fonctions de proximité en matière de politique de la ville, d'équipements culturels, socioculturels, socio-éducatifs et sportifs, d'eau et assainissement, de gestion des déchets ménagers et d'action sociale. Les EPT exercent également les compétences que les communes avaient transférées aux intercommunalités supprimées.
L'EPT Paris Terres d'envol a été créé par un décret du 11 décembre 2015 et regroupe :
- Les trois communes antérieurement membres de l'ex-communauté d'agglomération de l'aéroport du Bourget, créée en 2006 sous le nom de « communauté de communes de l'aéroport du Bourget », regroupant à l'origine Drancy et Le Bourget, et que Dugny avait rejointe en 2009. La communauté de communes s'était transformée en communauté d'agglomération le 1er janvier 2010.
- Les trois communes antérieurement membres de l'ex-communauté d'agglomération Terres de France créée le 1er janvier 2010 par Sevran, Villepinte et Tremblay-en-France sous le nom de « communauté d'agglomération Plaine de France » avant d'être renommée « communauté d'agglomération Terres de France ».
- Deux communes qui n'étaient jusqu'alors membres d'aucune intercommunalité à fiscalité propre, Le Blanc-Mesnil et Aulnay-sous-Bois, qui, avec 82 634 habitants en 2013, est la plus peuplée de ce nouvel établissement.

Néanmoins, Aulnay-sous-Bois et Le Blanc-Mesnil font partie depuis sa création, en 1971, à l'initiative de Robert Ballanger, d'une des plus anciennes structures intercommunales du département, le Syndicat d'équipement et d'aménagement des Pays de France et de l'Aulnoye, qui regroupe aussi les communes de Sevran, Tremblay-en-France et Villepinte. Autrefois syndicat intercommunal à vocation multiple, il est devenu un syndicat mixte « à la carte » en 1992. Le territoire correspondait exactement à l'ancienne 8e circonscription législative de la Seine-Saint-Denis, dont l'ancien maire d'Aulnay-sous-Bois était le député, et à une zone d'urbanisation rapide sur laquelle avait été créée une ZUP intercommunale de 461 ha, et dont l'aménagement avait été confié à une société d'économie mixte, la Société d'aménagement économique et social (SAES).

## Territoire de l'établissement

### Géographie
L'ancien président de Paris Métropole, Jacques J. P. Martin, estimait fin 2015 qu'il « y a une cohérence à trouver entre l'intercommunalité et le CDT, sinon ce sera compliqué », car le contrat de développement territorial (CDT) lie ces communes à d'autres extérieures au territoire, mais aussi à d'autres départements. Bien que devant unir les territoires des deux aéroports du nord parisien, seul l'aéroport de Paris-Le Bourget est totalement inclus dans l'EPT, l'aéroport de Paris-Charles-de-Gaulle — la plus grande plateforme aéroportuaire d'Europe continentale — ne l'étant que partiellement.[réf. nécessaire]
Toutes les communes de Terres d'Envol sont néanmoins membres de l'Établissement public d'aménagement de la Plaine de France, créé en 2002.
Depuis le 1er janvier 2017, toutes les communes de Paris Terres d'Envol font partie de l'arrondissement du Raincy, après rattachement du Bourget, de Drancy et de Dugny, qui étaient auparavant dans l'arrondissement de Bobigny.

### Communes membres
Le territoire Paris Terres d'envol est composé des huit communes suivantes :

| Nom                      | Code Insee | Gentilé         | Superficie (km2) | Population (dernière pop. légale) | Densité (hab./km2) |
| ------------------------ | ---------- | --------------- | ---------------- | --------------------------------- | ------------------ |
| Aulnay-sous-Bois (siège) | 93005      | Aulnaysiens     | 16,2             | 86 360 (2022)                     | 5 331              |
| Le Blanc-Mesnil          | 93007      | Blanc-Mesnilois | 8,05             | 59 912 (2022)                     | 7 442              |
| Le Bourget               | 93013      | Bourgetins      | 2,08             | 15 052 (2022)                     | 7 237              |
| Drancy                   | 93029      | Drancéens       | 7,76             | 71 312 (2022)                     | 9 190              |
| Dugny                    | 93030      | Dugnysiens      | 3,89             | 11 723 (2022)                     | 3 014              |
| Sevran                   | 93071      | Sevranais       | 7,28             | 51 640 (2022)                     | 7 093              |
| Tremblay-en-France       | 93073      | Tremblaysiens   | 22,44            | 38 210 (2022)                     | 1 703              |
| Villepinte               | 93078      | Villepintois    | 10,37            | 39 647 (2022)                     | 3 823              |

### Collectivités voisines
Le territoire Paris Terres d'Envol est limitrophe de :
- l'établissement public territorial Plaine Commune, à l'ouest, avec Stains et La Courneuve ;
- l'établissement public territorial Est Ensemble, au sud-ouest, avec Bobigny et Bondy ;
- l'établissement public territorial Grand Paris - Grand Est, au sud-est, avec Les Pavillons-sous-Bois, Livry-Gargan et Vaujours ;
- la communauté d'agglomération Roissy Pays de France, à l'est et au nord, dans les départements de Seine-et-Marne et du Val-d'Oise, avec Villeparisis, Mitry-Mory, Le Mesnil-Amelot, Roissy-en-France, Gonesse, Bonneuil-en-France et Garges-lès-Gonesse.

## Administration

### Siège
Le siège du territoire est en mairie d'Aulnay-sous-Bois, boulevard de l'Hôtel-de-Ville.

### Élus
Le conseil de Paris Terres d'envol est constitué, de 2016 à 2020, de 72 conseillers territoriaux désignés par les conseils municipaux des villes membres (9 conseillers métropolitains désignés par ces mêmes conseils municipaux y siègent de droit, rejoints par les autres conseillers territoriaux élus), suivant la répartition suivante et, depuis 2020, de 80 conseillers territoriaux élus en même temps que les conseillers municipaux (dont 9 conseillers métropolitains) :
| Commune            | Cons. terr. en 2016 | Cons. métr. en 2016 | Cons. terr. en 2020 | Cons. métr. en 2020 |
| ------------------ | ------------------- | ------------------- | ------------------- | ------------------- |
| Aulnay-sous-Bois   | 18                  | 2                   | 19                  | 2                   |
| Drancy             | 14                  | 1                   | 16                  | 1                   |
| Dugny              | 2                   | 1                   | 2                   | 1                   |
| Le Blanc-Mesnil    | 11                  | 1                   | 13                  | 1                   |
| Le Bourget         | 3                   | 1                   | 3                   | 1                   |
| Sevran             | 10                  | 1                   | 11                  | 1                   |
| Tremblay-en-France | 7                   | 1                   | 8                   | 1                   |
| Villepinte         | 7                   | 1                   | 8                   | 1                   |

Le conseil de territoire élit le 11 janvier 2016 son président, Bruno Beschizza, maire d'Aulnay-sous-Bois et ses 14 vice-présidents, dont :
1. Martine Valleton, maire (LR) de Villepinte, conseillère départementale ;
2. Thierry Meignen, maire (LR) du Blanc-Mesnil, conseiller régional d'Île-de-France ;
3. Aude Lagarde, maire (UDI) de Drancy, conseillère départementale[3].

Le conseil de territoire réélit Bruno Beschizza, maire d'Aulnay-sous-Bois et conseiller régional d'Île-de-France, à la présidence le 11 juillet 2020 ainsi que 16 vice-présidents et 2 conseillers territoriaux délégués qui forment ensemble le bureau de l'établissement pour la mandature 2020-2026.

### Liste des présidents successifs
| Période          | Période                       | Identité        | Étiquette | Qualité |
| ---------------- | ----------------------------- | --------------- | --------- | --- |
| 11 janvier 2016, | En cours (au 11 juillet 2020) | Bruno Beschizza | LR        | Syndicaliste policier puis sous-préfet Maire d'Aulnay-sous-Bois (2014→) Conseiller départemental d'Aulnay-sous-Bois (2015 → 2016) Conseiller régional (2010 →) |

### Compétences
L'établissement public territorial exerce les compétences qui lui sont assignées par la loi, et qui relèvent essentiellement de la politique de la ville, de la construction et de la gestion d'équipements culturels, socioculturels, socio-éducatifs et sportifs d'intérêt territorial, de l'assainissement et de l'eau, de la gestion des déchets ménagers et assimilé et de l'action sociale d'intérêt territorial. Il a également la charge d'élaborer un plan local d'urbanisme intercommunal (PLUI).
Il exerce également les compétences qui avaient été délégués par les villes au bénéfice des deux EPCI supprimés lors de sa création : l'ex-communauté d'agglomération de l'aéroport du Bourget et l'ex-communauté d'agglomération Terres de France. Les compétences exercées par l'EPT à ce titre sont donc différentes selon les communes, en fonction de l'EPCI auquel elles appartenaient avant le 1er janvier 2016.
L'EPT pourra, dans ses deux premières années d’existence, décider de restituer certaines de ces compétences aux communes afin d'unifier ses responsabilités pour l'ensemble des communes membres.

### Régime fiscal et budget
L'EPT est un EPCI sans fiscalité propre, c'est-à-dire que ses ressources proviennent essentiellement d'autres collectivités.
Les ressources de l'EPT varient selon la période :
- Au cours de la première phase, qui s’étend du 1er janvier 2016 au 31 décembre 2020, les EPT perçoivent néanmoins la cotisation foncière des entreprises (CFE), l'une des composantes de la fiscalité économique des entreprises.
- À compter du 1er janvier 2021, l’ensemble de la contribution économique territoriale est perçu par la MGP, modifiant ainsi le financement des EPT, qui seront alors financés entièrement par contribution des communes membres.